# Wenceslaus II van Bohemen (koning)
Wenceslaus II (Tsjechisch: Václav, Pools: Wacław) (27 september 1271 - Praag, 21 juni 1305) was vanaf 1278 koning van Bohemen en vanaf 1300 als Wenceslaus I koning van Polen. Hij was de voorlaatste heerser uit de dynastie van de Přemysliden.
Als kind verbleef hij van 1279 tot 1283 in gevangenschap bij zijn voogd en regent Otto V in Brandenburg. Na zijn terugkeer stond de jeugdige koning in Praag tot 1288 onder de invloed van de Witigoon Záviš van Falkenstein. Als regerende koning verwierf hij naast de Boheemse in 1300 de Poolse kroon en van 1301 tot 1303 voor zijn zoon Wenceslaus III de Hongaarse kroon.
In tegenstelling tot zijn vader Přemysl Ottokar II was Wenceslaus II geen veroveraar, maar vooral een diplomaat. Derhalve werd hij door het nageslacht tot in de 20e eeuw als een zwakke heerser beschouwd die zijn successen vooral aan geld had te danken en anders van zijn raadgevers afhankelijk was.
Als koning van Bohemen beschikte hij door de Boheemse zilvermijnen over voldoende middelen om zich staande te houden op het Europese politieke toneel en Bohemen van een langdurige vredestijd te verzekeren.

## Geboorte
Wenceslaus werd in 1271 als de lang verwachte troonopvolger van koning Přemysl Ottokar II op de Praagse burcht geboren. Zijn vader was sinds 1253 koning van Bohemen en had daarenboven vanaf 1251 de macht in de hertogdommen Oostenrijk, Stiermarken, Karinthië en Krain verworven. Zijn eerste huwelijk met Margaretha van Babenberg bleef kinderloos. Van de kinderen die zijn tweede vrouw, Cunigonde van Halitsch, dochter van heer Rostislav van Slavonië, ter wereld bracht, leefden in 1271 nog slechts twee dochters: Cunigonde en Agnes. Wenceslaus was bij zijn geboorte zijn enige legitieme zoon en daardoor erfgenaam van een gebied dat van het Riesengebirge tot aan de Adriatische Zee reikte.
Het rijk van Přemysl Ottokar II, die onder andere ook het hertogdom Oostenrijk in handen had, ging echter ten onder aan diens conflict met de rooms-koning Rudolf I van Habsburg. Reeds diens verkiezing in 1273 had de Boheemse koning afgewezen en hij verzette zich ook tegen de eis zijn gebieden als Rijkslenen te laten bevestigen. In 1275 sprak Rudolf daarom de Rijksban over hem uit. De vijandschap escaleerde in 1276 in een gewapend conflict: Rudolf belegerde Wenen, waarna Ottokar II in november 1276 gedwongen werd om een verdrag te ondertekenen waarin hij zijn claims op Oostenrijk en de naburige hertogdommen moest afstaan. Hij verloor dus op zijn erflanden na al zijn andere gebieden en moest aan Rudolf de hand van zijn twee kinderen beloven: Cunigonde werd als echtgenote aan Rudolfs zoon Hartmann beloofd, terwijl Wenceslaus met een dochter van de Habsburgers zou trouwen. De verhoudingen tussen beide heersers verslechterden nog meer en eindigde op 26 augustus 1278 met de Slag bij Dürnkrut en Jedenspeigen, waarin Ottokar II werd verslagen en sneuvelde. De zevenjarige Wenceslaus werd nu koning van Bohemen.

## Gijzelaarschap

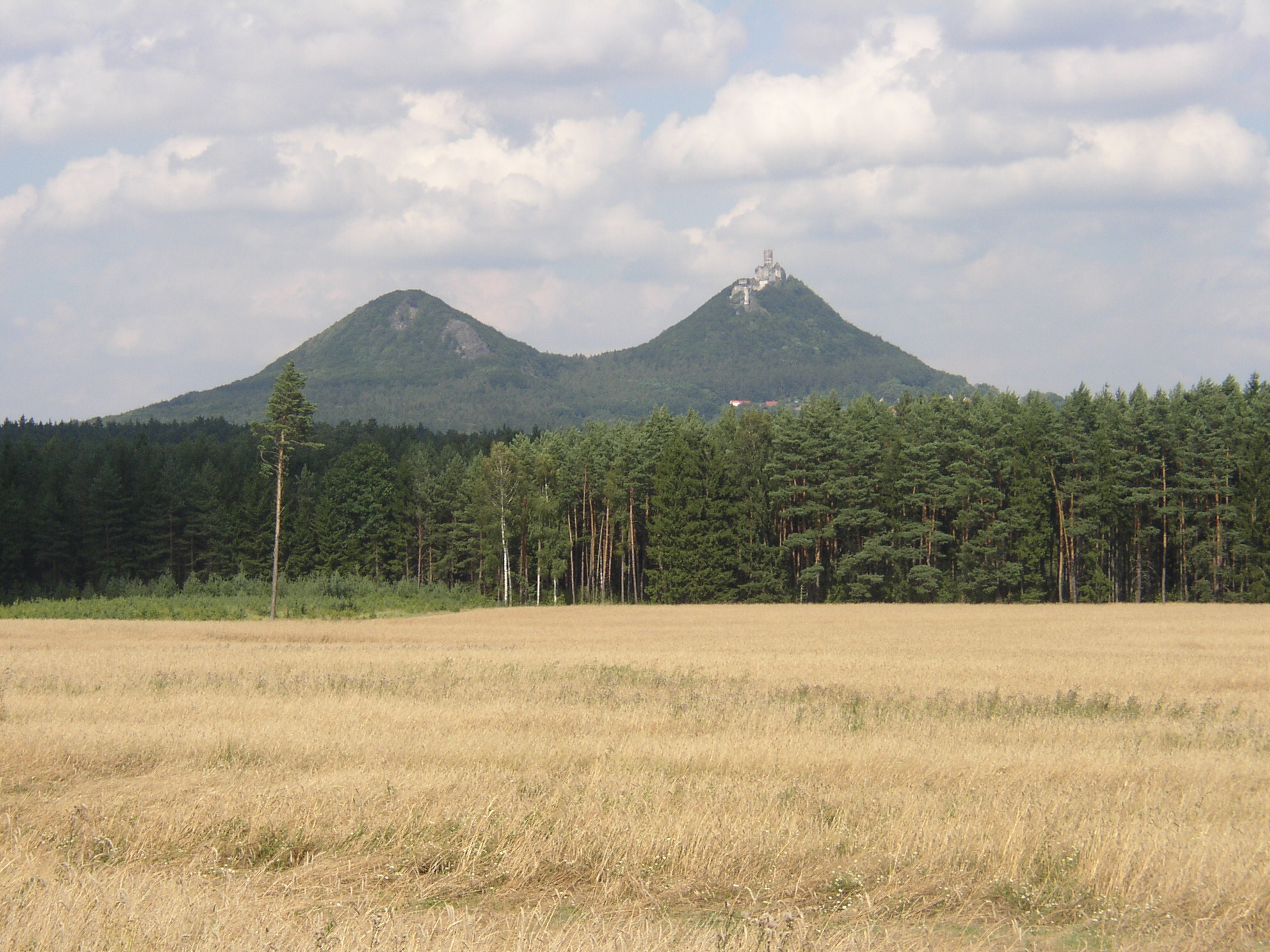
Op de burcht Bezděz bracht Wenceslaus II in 1279 de eerste maanden van zijn gevangenschap door.

Přemysl Ottokar II had als voogd voor zijn zoon voor de slag zijn neef markgraaf Otto V van Brandenburg voorzien, die in de nazomer van 1278 aan de oproep van de koningin-weduwe gehoor gaf en met een meer dan honderd man sterk leger Bohemen binnentrok. Het regentschap van Otto ontaardde al snel in een schrikbewind. De Brandenburgse troepen plunderden het land. De markgraaf had na korte tijd de adel, de kerk en de koningin-weduwe tegen zich in het harnas gejaagd. Cunigonde bad weliswaar reeds in oktober 1278 bij Rudolf van Habsburg om te bemiddelen, doch de behandelende commissie bevestigde Otto als voogd en heerser over Bohemen. Moravië behield Rudolf voor de duur van vijf jaar onder zijn gezag. Om zijn macht te beveiligen, liet Otto van Brandenburg zijn pupil in januari 1279 uit Cunigondes residentie in de stad naar de Praagse burcht brengen. Doch dit volstond niet: op 4 februari werd Wenceslaus samen met zijn moeder naar de burcht Bezděz overgebracht. Vanaf dan was de jonge koning gijzelaar van de regent.
De koningin werd klaarblijkelijk niet gevangen gehouden. Ze verliet de burcht na ongeveer twee à drie maanden in de richting van Opava (Troppau), waar haar weduwengoederen lagen. Wenceslaus bleef in Otto's macht. In de nazomer van 1279 bracht de markgraaf de koning naar het buitenland: de reis voerde hen via Zittau en Berlijn naar de burcht van de Ascaniërs Spandau, waar de gevangene eind december aankwam en tot in 1282 zou blijven. Het beeld van de Brandenburgse gevangenschap van Wenceslaus werd lange tijd door de contemporaine beschrijving van de Königssaaler kroniek gevormd, volgens dewelke hij hongerig en haveloos gekleed in ellendige omstandigheden zou zijn gevangen gehouden geweest – een hagiografische element, dat met een korrel moet worden genomen. In werkelijkheid bleven Wenceslaus II en Otto V ook later in nauw contact met elkaar staand, en het lijkt erop dat de jonge koning net in die periode zijn basisopleiding heeft gekregen. Hij sprak later vloeiend Duits en Latijn, bezat kennis van theologie, recht en geneeskunde en vervaardigde verzen. Hij leerde echter niet lezen en schrijven.
Daarentegen was het land Bohemen tijdens de Brandenburgse heerschappij wel in ellende gestort. In de jaren 1281–1282 vond in Bohemen, door de voortdurende gevechten en twee misoogsten, een van de ergste hongersnoden van de middeleeuwen plaats. Het land werd door huurlingen en roversbenden geteisterd en dreigde in chaos te verzinken. Vertegenwoordigers van de adel, de geestelijkheid en enkele steden knoopten onderhandelingen met Otto aan, om de koning weer naar zijn land te doen terugkeren en de bedreigende situatie af te wenden. Deze onderhandelingen wijzen op een fundamentele verandering van de staatsorde. De adel trad – bij afwezigheid van een centrale macht – voor het eerst gezamenlijk als vertegenwoordiging van het land op en nam verantwoording voor dit noodlot op. De eerste eenmakingspogingen in het voorjaar van 1282 mislukten omdat men het oneens was over de hoogte van het losgeld. Otto bracht zijn gijzelaar naar Praag, maar verlangde in plaats van de oorspronkelijk afgesproken 15.000 bijkomend 20.000 pond zilver. Wenceslaus werd opnieuw weggevoerd en bracht het volgende jaar in Dresden aan het hof van de markgraaf van Meißen door. Het was pas toen de onderhandelingsleider de markgraaf een deel van Noord-Bohemen als onderpand toezegde, dat Otto zijn gevangene vrijliet. Op 24 mei 1283 keerde Wenceslaus naar Praag terug.

## Záviš van Falkenstein

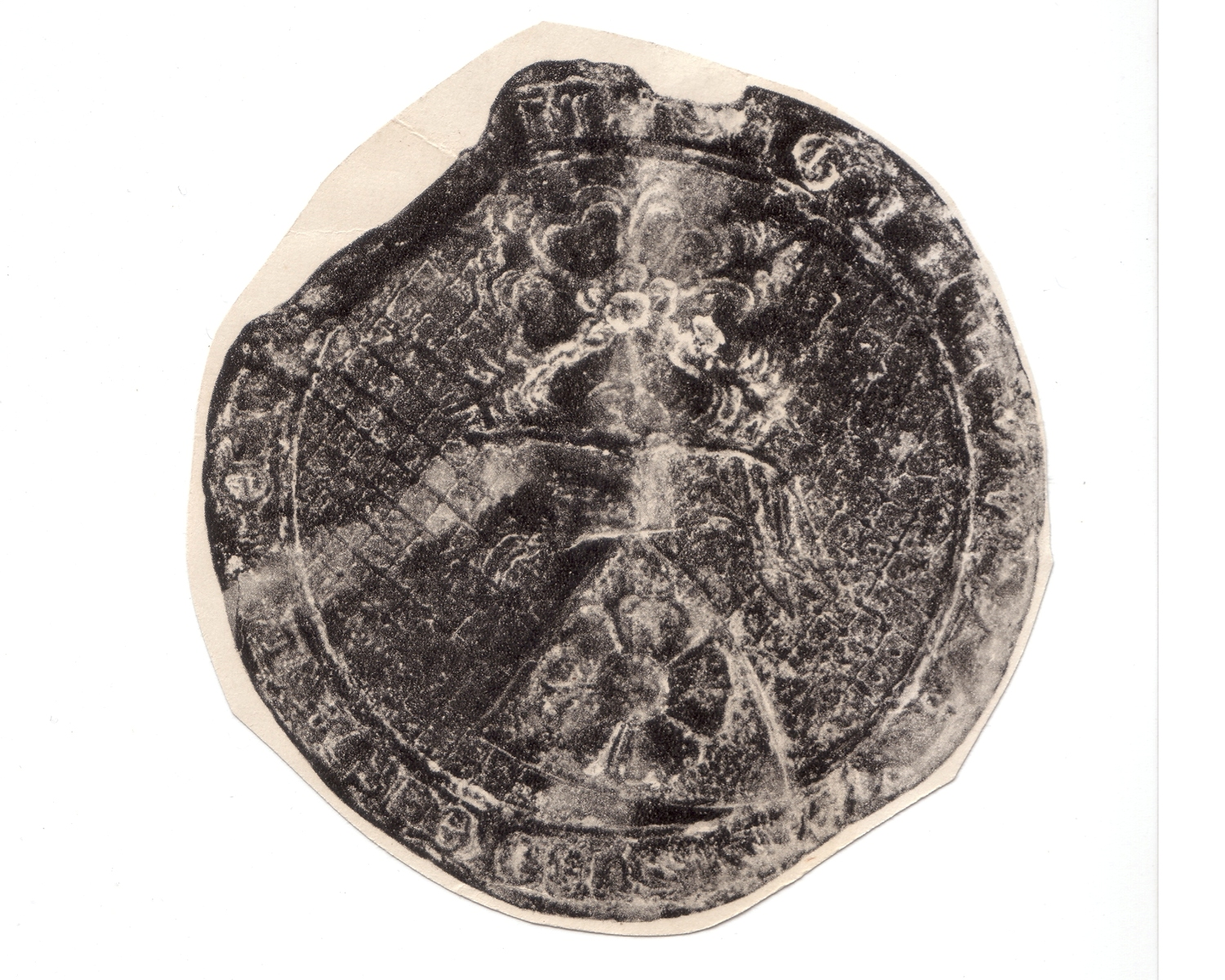
Het zegel van Záviš van Falkenstein.

Praag vierde enthousiast de terugkeer van de koning in mei 1283, maar zelfstandig regeren kon de amper twaalfjarige jongen nog niet. De adellijke groep, die zich voor zijn vrijlating hadden ingezet, deelde de hoogste hofambten onder elkaar uit. Hofmeester en daarmee opvoeder en vertegenwoordiger van de koning werd hun aanvoerder Purkart van Janowitz. Deze stand van zaken heeft slechts enkele maanden geduurd. Nog in de loop van 1283 riep Wenceslaus zijn moeder Cunigonde naar Praag terug, en met haar kwam Záviš van Falkenstein aan het hof. Die carrière van de burggraaf uit het invloedrijke Zuid-Boheemse geslacht van de Witigonen had tot op dat tijdstip reeds enkele buitengewone wendingen meegemaakt: in 1276 had hij een opstand tegen Přemysl Ottokar II aangevoerd, maar in 1280 trad hij in Opole (Oppeln) in dienst van de koningin-weduwe en nam deel aan de weerstand tegen het Brandenburgse regentschap. Hij kwam in 1283 naar Praag als Cunigondes nieuwe echtgenoot en vader van haar jongste zoon Jan. Dit huwelijk tussen ongelijken, daarenboven heimelijk, zonder het medeweten van de families aangegaan, was een schandaal, doch daar het reeds was voltrokken, was het naar toenmalig recht geldig. De jonge koning accepteerde de verbintenis, en Cunigonde liet aan Záviš de opvoeding van Wenceslaus over. De Wittigoon was hierdoor feitelijk opgeklommen tot heerser van het land. Hij nam zelf geen ambt op, doch nog in de winter 1283/1284 stelde hij op alle belangrijke positie aan het hof zijn verwanten en partijgangers aan. De uit de macht ontzette groep edelen ging daarop tot de gewapende weerstand over, maar moest in mei 1284 een vierjarige wapenstilstand accepteren. De officiële huwelijkssluiting hielden Záviš en Cunigonde op een niet nader bepaald tijdstip tussen 1283 en 1285.
Ook al leek de macht van Záviš in Bohemen onaantastbaar, voor het hof van de rooms-Duitse koning bleef de parvenu inacceptabel. Dit blijkt duidelijk uit het verloop van Wenceslaus' eigen huwelijkssluiting met Judith van Habsburg. Beiden waren reeds in 1278/1279 met elkaar verloofd en mogelijkerwijs ook reeds getrouwd. Het huwelijk kon echter pas in januari 1285 worden voltrokken tijdens een bijeenkomst van de families in Cheb (Duits: Eger), toen bruid en bruidegom 13 jaar oud waren en daarmee zo goed als meerderjarig waren. Wenceslaus legde bij deze gelegenheid ook bij zijn schoonvader de leeneed af voor zijn erflanden. Záviš was bij de ceremonie niet aanwezig, en toen Rudolf I Cheb verliet, nam hij zijn dochter weer met zich mee. Pas in de zomer van 1287 gaf de Habsburger toe aan de druk van Boheemse zijde en de koningin trok met haar gevolg naar het Praagse hof. Een jaar later nam Wenceslaus II de regeringszaken in eigen hand. Een van zijn eerste zelfstandige ambtsverrichtingen was een samenzwering tegen zijn stiefvader in 1288, die juist, drie jaar na Cunigondes dood, een nieuw huwelijk was aangegaan en wiens vrijwillige verzaking aan de macht in het land niet te verwachten viel. Wenceslaus liet Záviš onder een voorwendsel naar de burcht roepen en nam hem gevangen. Na een tweejarige kerkerstraf stierf Záviš van Falkenstein in 1290 voor het kasteel Hluboká door het zwaard. De diepgelovige koning zou zwaar onder deze beslissing hebben geleden. Het Cisterciënzerklooster Zbraslav stichtte hij volgens contemporaine bronnen als boetedoening voor zijn verraad.

## Regering
Zowel de vergelijking met zijn charismatische vader Přemysl Ottokar II, als ook de spectaculaire en mogelijk een schandaal veroorzakende gebeurtenissen tijdens zijn jeugd hebben het oordeel over de koning eeuwenlang bepaald. Hij gold als een zwakkere heerser, zijn persoonlijkheid werd als neurotisch tot zelfs ziekelijk omschreven, waardoor de interesse voor zijn regeringsperiode gering was. Zo oordeelde reeds zijn tijdgenoot Dante Alighieri als volgt over vader en zoon:

zijn naam is Ottokar, en van jongs af aan heeft hij heel
wat meer te betekenen gehad dan zijn gebaarde zoon
Wenceslaus, die zwelgt in wellust en lamlendigheid!
— Dante Aligihieri, La Divina Commedia VII.

Politiek en economisch herleefde Midden-Europa in de jaren 1290–1305, in de periode van Wenceslaus II zelfstandige regering, evenwel een periode van rust en stabiliteit. In tegenstelling tot zijn voorgangers had de koning een regeringsstijl, die op vakkundige raadmannen en diplomatie in plaats van op oorlog en verovering stutte. Het bezit van zijn vader in de Alpen wist hij niet terug te krijgen. De Boheemse buitenlandse politieke was voornamelijk op het oosten gericht: op het markgraafschap Meißen, het Pleißenland en in het bijzonder op Polen. Als Keurvorst was hij ook een van de hoofdrolspelers in de politiek van het Heilige Roomse Rijk. De rooms-Duitse koningen Rudolf I, Adolf van Nassau en Albrecht I waren zijn leenheren. De rijkdom en macht van de Boheemse kroon maakte dat ze vaak als gelijken onderhandelingen voerden maar ook vaak tegenstanders van elkaar werden.

### Bohemen

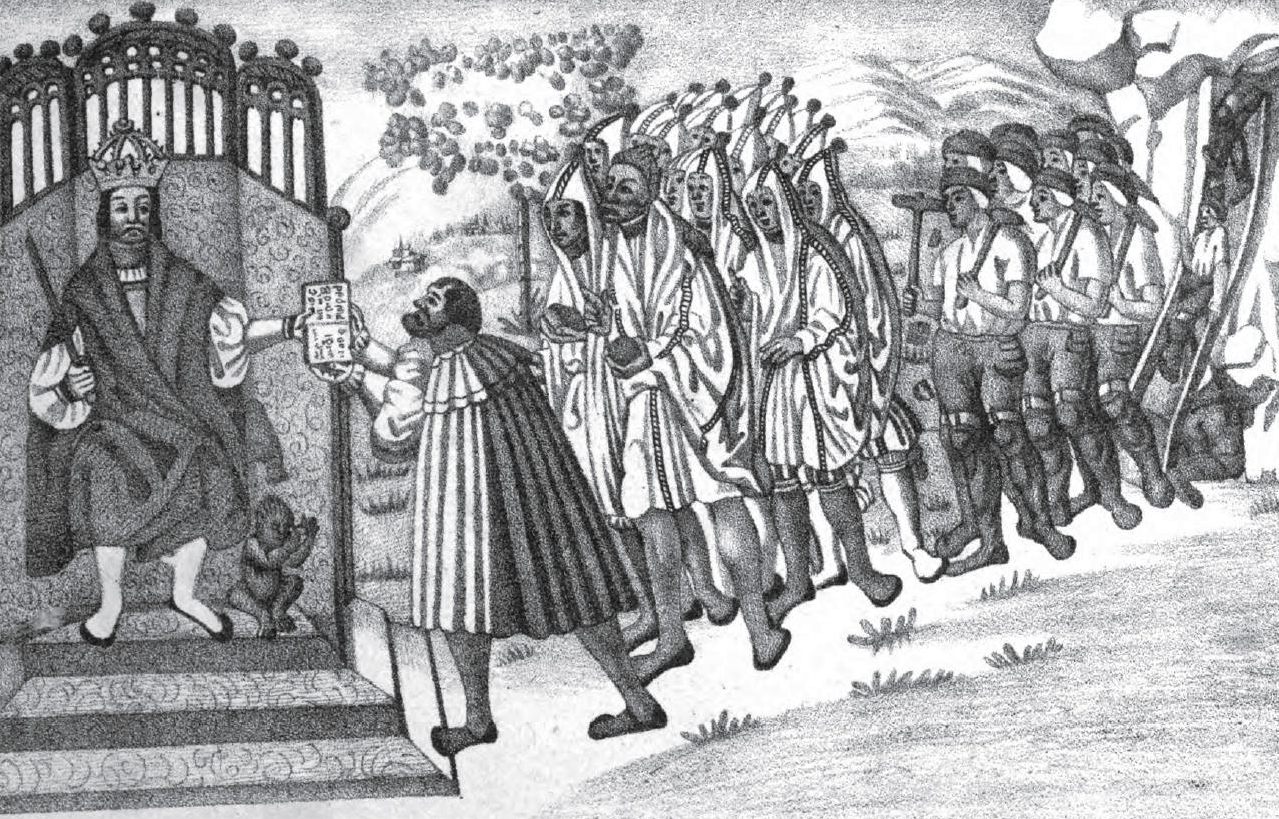
Koning Wenceslaus II verstrekt de Kuttenbergse mijners zijn mijnorders.

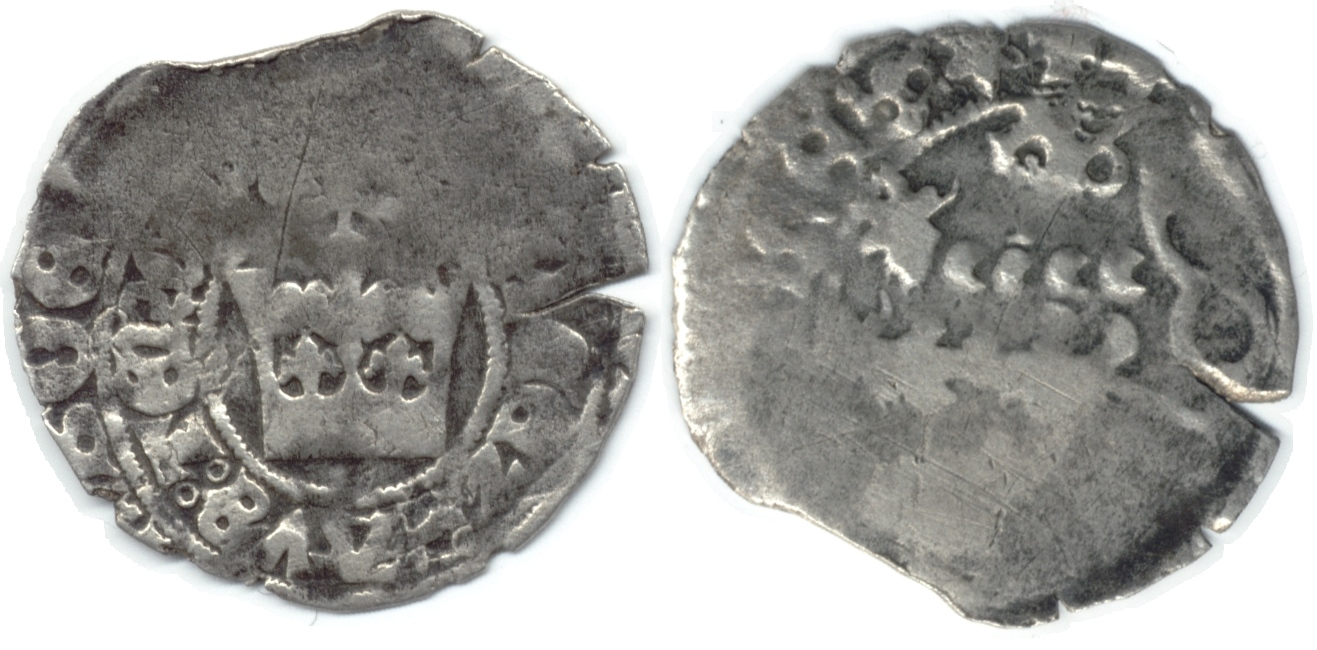
Praagse groot

Wenceslaus II erfde van zijn stiefvader een relatief gevestigde heerschappij. Om in het land voorgoed de rust te herstellen en de versterkte adel in toom te houden, verliet de koning zich op zijn hof en vooral op geestelijke raadgevers. De buitenlandse politieke legde hij in de handen van ervaren diplomaten: eerst engageerde hij bisschop Arnold van Bamberg (1290–1292) voor de job, vervolgens Bernhard van Kamenz (1292–1296) en ten slotte Peter van Aspelt (1296–1304).
Economisch had de toestand zich na de neergang tijdens de Brandenburgse tijd rond 1290 weer gestabiliseerd. De landsexpansie tijdens de binnenlandse kolonisatie in de 13e eeuw en vooral de opnieuw voor exploitatie beschikbare en winstgevende zilverafzettingen in Kutná Hora schiepen voorwaarden voor een economische opleving. Reeds voor 1300 werd hier 41 % van het Europese en 90 % van het Boheemse zilver gedolven. Om de arbeid in de mijnen en daarmee zijn belangrijkste inkomstenbron te regelen, gaf Wenceslaus II tussen 1300 en 1305 het Ius regale montanorum in opdracht, een mijnrecht, dat ten minste ten dele tot in 1854 geldig bleef. In 1300 voerde hij een hervorming door, om de kwaliteit van de munt te verhogen. Het nieuwe Praagse groot vond omwille van zijn stabiele waarde ook in het naburige buitenland ingang. Het Praags hof bleef onder koning Wenceslaus zoals reeds onder zijn vader een cultureel centrum, in het bijzonder van de Duitse literatuur uit die tijd. Ulrich van Etzenbach droeg aan Wenceslaus II een Alexanderroman in 30.000 verzen op, en van de koning zelf zijn in de Codex Manesse drie minneliederen bewaard gebleven.
De kroning zou het glansvolle hoogtepunt en een machtsdemonstratie van het koninklijke paar worden. Ze moest meermaals verschoven worden en vond daarom pas in 1297 plaats. Het feest kende echter een tragisch einde: zeventien dagen na de kroning stierf koningin Judith aan uitputting bij de geboorte van hun tiende kind. Het voortbestaan van de dynastie was ondanks het hoge kinderaantal niet toereikend verzekerd. Vijf kinderen stierven als zuigelingen. Drie dochters kon Wenceslaus II voor het sluiten van diplomatieke bondgenootschappen inschakelen: Agnes werd aan Rupert V van Nassau, Anna aan Hendrik van Karinthië en Margaretha aan Boleslaw van Liegnitz uitgehuwelijkt. Elisabeth, oorspronkelijk waarschijnlijk voor de geestelijke leven bestemd, bleef tijdens het leven van haar vader ongehuwd. Slechts een zoon, de toekomstige koning Wenceslaus III, zou de volwassen leeftijd bereiken.

### Polen
Kort na zijn regeringsovername mengde Wenceslaus II zich in de machtsstrijd in Polen. Het in hertogdommen versplinterde koninkrijk viel vanaf de 12e eeuw geleidelijk ten prooi aan het feodale particularisme. Wenceslaus begon systematisch bondgenoten te zoeken en de deelgebieden onder zijn controle te brengen. In 1289 legde Kasimir van Beuthen als eerste Poolse hertog bij hem de leeneed af voor zijn hertogdom. In 1291 won hij de soevereiniteit over een groot deel van het hertogdom Oppeln en het hertogdom Krakau en ging een bondgenootschap met hertog Bolesław III van Mazovië aan, aan wie hij zijn zus Cunigonde tot vrouw gaf. In 1291 trok Wenceslaus II naar Krakau om het groothertogdom Polen te veroveren op groothertog Przemysł II. In 1292 veroverde hij het door hertog Wladislaus de Korte van Koejavië , zijn machtigste Poolse tegenstander, gehouden hertogdom Sandomierz, en was nu de sterkste kracht in de provincie Klein-Polen.

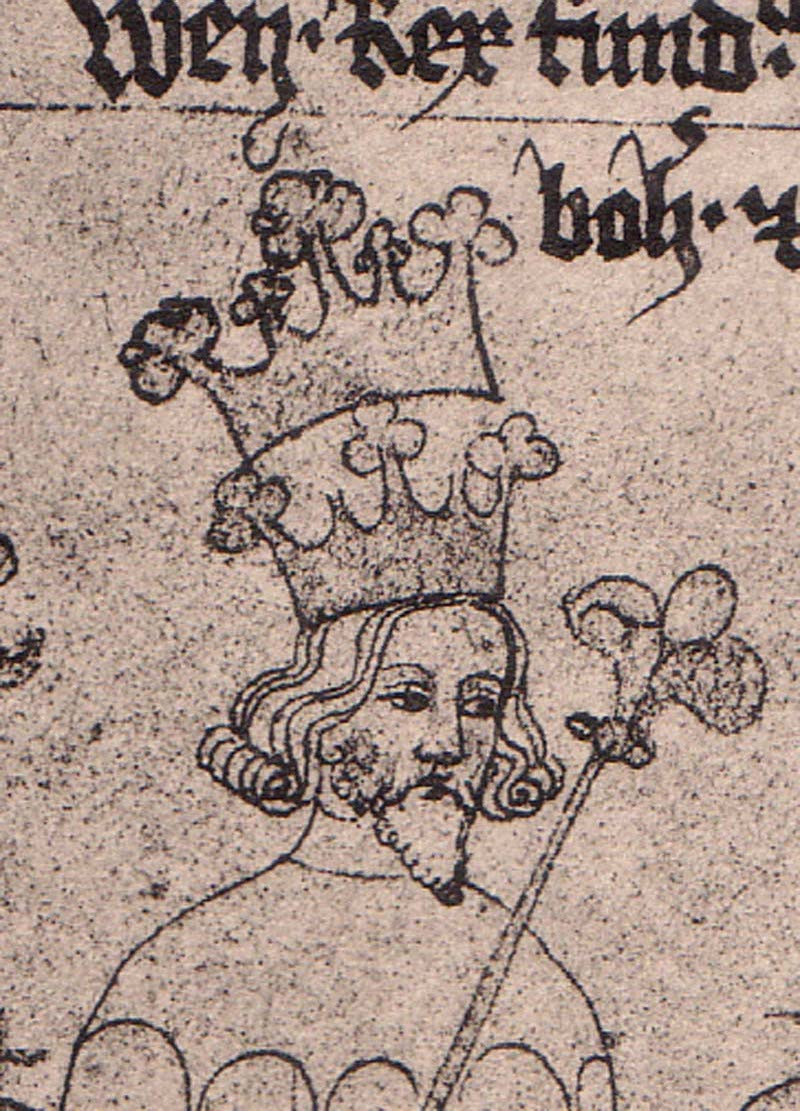
Wenceslaus II met Boheemse en Poolse kroon. Afbeelding uit de Chronicon Aulae Regiae.

De politiek van Wenceslaus II kende in 1295 een terugslag, toen hertog Przemysław II, de sterkste man in Groot-Polen en Pommerellen, verrassend tot Pools koning verkozen. Deze werd echter reeds een jaar later slachtoffer van een moordaanslag. Zijn opvolger Wladislaus de Korte zou zich in zijn hoedanigheid als hertog van Groot-Polen en Pommerellen weten te handhaven. In 1299 sloot de in de schulden zittende hertog een verdrag met Wenceslaus II, waarin hij zich tegen een geldbetaling verplichtte, de leeneed af te leggen bij de Boheemse koning. Hij hield zich echter niet aan de afspraak, waarop hij in 1300 door de Boheemse koning in ballingschap werd gedreven. Wenceslaus II liet zich hierdoor, naast het bezit van Klein-Polen, ook in de provincies Groot-Polen, Pommerellen, Koejawië en Midden-Polen met de hoofdburchten Sieradz en Łęczyca gelden. Slechts enkele Poolse territoria lagen vanaf dan nog buiten zijn onmiddellijke macht, bijvoorbeeld het met hem verbonden hertogdom Mazovië. Voorzichtheidshalver nam Wenceslaus II nog de toestemming van zijn eigen leenheer, de rooms-Duitse koning Albrecht I, in achter, en vroeg om de hand van Richza (of Rixa) van Polen, de enige dochter van de overleden koning Przemysław. Nadat hij van beiden een positief antwoord had gekregen, marcheerde Wenceslaus II opnieuw met een leger Polen binnen. De gewapende begeleiding diende slechts als machtsdemonstratie, want echte weerstand was er niet meer. Hij werd in augustus 1300 in Gniezno gekroond door aartsbisschop Jakub Świnka. Hij waarborgde zijn heerschappij met een reeks van reorganisaties van het bestuursapparaat. Zo voerde hij onder andere het ambt van starost als koninklijk vertegenwoordiger in, dat ook nog na zijn dood in gebruik bleef. Tot eind 1300 bleef de nieuwe Poolse koning in zijn koninkrijk, waarna hij zich weer terug trok naar Praag. Hij zou hierna nooit meer voet zetten in Polen.
De tweede vrouw van de koning was in 1300 twaalf jaar oud. Ondanks het feit dat ze hiermee de toen gangbare huwbare leeftijd had, kwam het niet tot een huwelijk maar slechts tot een verloving. Na hun verloving zond Wenceslaus het meisje naar zijn tante Griffina op het kasteel Budyně. Pas in 1303 werd het huwelijk voltrokken, en Richza, die na haar huwelijk de naam Elisabeth aannam, werd moeder van Wenceslaus' jongste dochter Agnes. Waarom Wenceslaus II na Judiths dood zes jaar weduwnaar was gebleven, in plaats van nog meer legitieme zonen te zorgen, is onduidelijk. Als men de auteur van de Oostenrijkse rijmkroniek mag geloven, dan heersten er in deze jaren lossere zeden aan het Praagse hof, waar wilde feesten werden gevierd en een geliefde van Wenceslaus genaamd Agnes gaf hierbij de toon aan. Een troonopvolger voor de beide koninkrijken was er reeds al.

### Hongarije

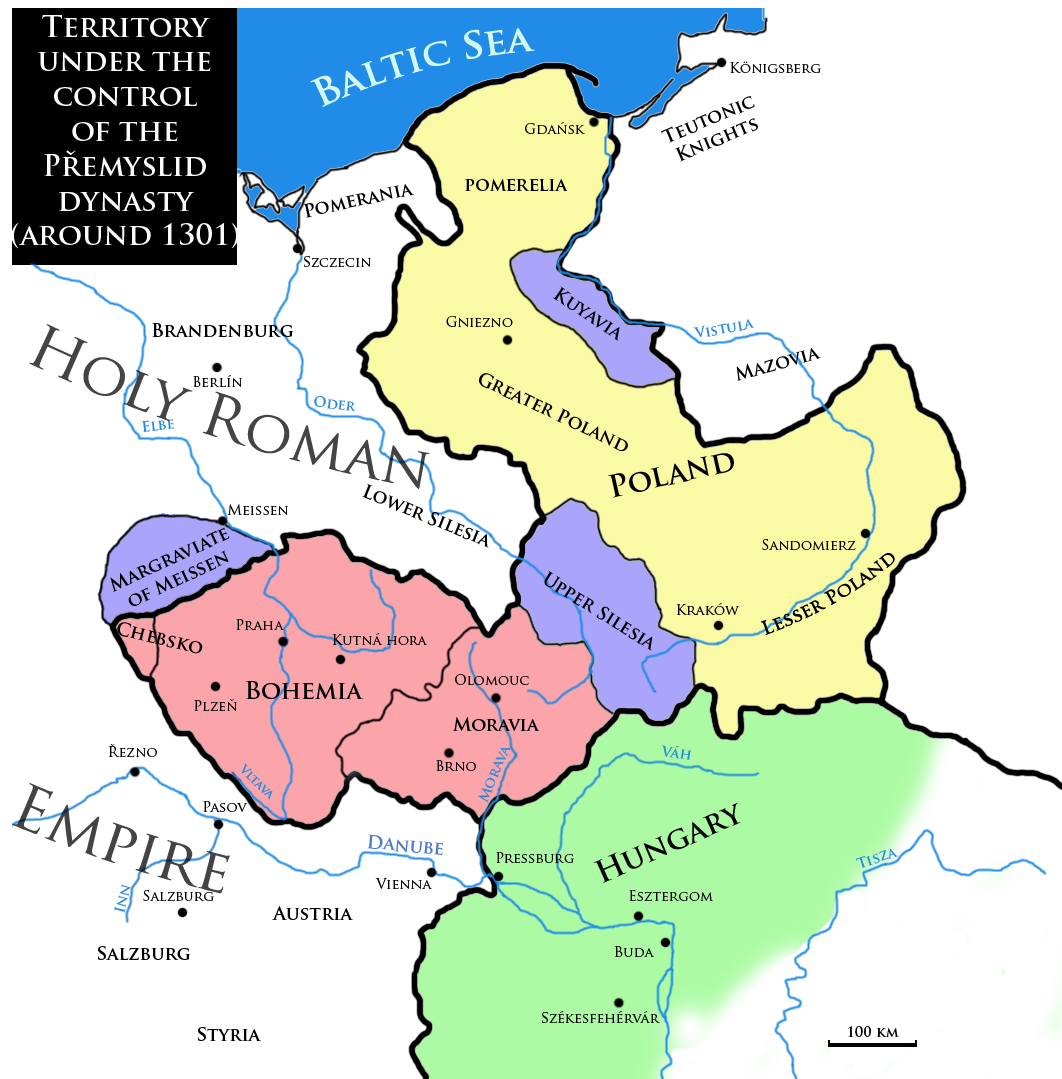
Kaart van de bezittingen van Wenceslaus II van Bohemen.
Koninkrijk Bohemen
Koninkrijk Polen
Vermoedelijke uitbreiding van het territorium
onder controle van Wenceslaus II in Hongarije
Vazallen

Kort voor de dood van Wenceslaus II kwam met Hongarije nog een derde kroonland in het bezit van de Přemysliden. Troonopvolger Wenceslaus III werd reeds in 1298 met de Hongaarse prinses Elisabeth verloofd. Toen haar vader Andreas III in 1301 stierf, meende onder andere ook Karel Robert van Anjou aanspraak op de troon te maken. De magnaten gaven echter de voorkeur aan de Přemysliden en presenteerden de Stefanskroon aan de Boheemse koning. Wenceslaus II aarzelde, de financiële belasting en het risico waren groot. Doch uiteindelijk zegde hij toe en zond zijn zoon naar Hongarije. In mei 1301 vond in Boeda de verkiezing en in augustus in Székesfehérvár de kroning plaats. Om zijn afstamming van de Árpáden te verduidelijken, nam Wenceslaus III de naam Ladislaus V aan.
De Hongaarse heerschappij botste na twee jaar op het veto van paus Bonifatius VIII en op Albrecht van Habsburg, die beiden de machtsvolkomenheid van de Přemysliden zochten te verminderen. De paus deed zich aanvankelijk voor als neutraal, doch op 31 mei 1303 verklaarde hij Karel van Anjou tot rechtmatige koning van Hongarije. Bonifatius VIII stierf weliswaar in september 1303, aan de situatie voor de Boheemse koningen veranderde ook onder zijn opvolger Benedictus XI echter niets. Wenceslaus II zag zich gedwongen, met de rooms-Duitse koning in onderhandelingen te treden. Diens voorwaarden waren onaanvaardbaar: Albrecht verlangde het verzaken aan de Hongaarse en Poolse kroon, aan de territoriale aanspraken op Eger, Meißen en de Oberpfalz alsook een deelname aan de zilvermijnen in Kutná Hora. Nadat Wenceslaus II een dergelijke compensatie afwees, werd eind juni 1304 de rijksban over hem uitgesproken, en een strijd tussen de beide machten was op handen. In het voorjaar van 1304 kwam Wenceslaus II allereerst zijn zoon te hulp. Diens belangrijkste raadsmannen hadden het land moeten verlaten, de jonge koning was feitelijk een gevangene in eigen land. Een gewapende botsing bleef weliswaar uit, maar de magnaten wisselden van kant en ontzegden de verkozen koning hun ondersteuning. Na twee maanden trok Wenceslaus II zich samen met zijn zoon terug naar Praag en gaf Hongarije op. Bij zijn terugkeer werd de koning ziek. De inspanningen van de veldtocht brachten de uitbraak van tuberculose met zich mee.
Het laatste conflict moest Wenceslaus II enkele maanden later nog ondergaan. In augustus 1304 viel Albrecht van Habsburg en zijn bondgenoten, een Koemanische ruiterstroep, in Moravië binnen. De Boheemse en Moravische adel stond met gesloten rangen aan de kant van hun koning, doch Wenceslaus II liet zich ook ditmaal niet tot strijd provoceren. Het leger van de Habsburgers werd evenwel uitgeput: eerst vergiftigden de berglieden in Kutná Hora het drinkwater van de vijand met zilverstof, en toen Albrecht omwille van de beginnende winter zich voorbereidde op de terugtocht, overvielen de Boheemse troepen de terugtrekkende Habsburgse soldaten aan. Wenceslaus bereidde de vredesonderhandelingen in 1305 nog voor, maar hij zou de vredessluiting niet meer meemaken.

## Dood

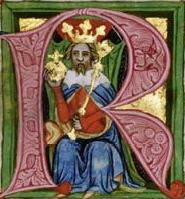
Initiaal uit de Chronicon Aulae Regiae met een miniatuur van Wenceslaus II

De koning lag een half jaar lang op sterven. Daar zijn residentie in de burcht in 1303 was uitgebrand, lag de zieke in het huis van de goudsmid Konrad in de Praagse Oude Stad. De Königssaaler kroniek beschrijft uitvoerig, hoe de stervende zijn aangelegenheden ordende: hij betaalde zijn schulden, voorzag voor zijn weduwe en gaf een deel van zijn vermogen aan de kerk en de armen. Dan deed hij boete. Na zijn dood op 21 juni 1305 werd zijn lijk per schip naar het klooster Königsaal gebracht en in vol koninklijk ornaat in de kloosterkerk bijgezet. Het bericht over de dood van de koning kon als argumentatiegrondslag voor zijn latere heiligverklaring zou worden geschreven. Tot deze stap kwam het niet.
Bij de verwoesting van het klooster Königsaal door de Taborieten onder leiding van Václav Koranda werden de doodkisten van de koninklijke crypte opengebroken en leeggeroofd, waarbij het gebeente van de laatste Přemysliden in de kerk werd verstrooid. Later werden het opgezamelde gebeente van de Přemysliden in een schrijn in de sacristie gepresenteerd. Nadat in het midden van de 19e eeuw de echtheid van alle botten door Maximilian Millauer in twijfel werden getrokken, kon de paleoantropoloog Emanuel Vlček in de tweede helft van de 20e eeuw echter bevestigen dat de aan koning Wenceslaus II en zijn dochter Elisabeth van Bohemen toegeschreven beenderen daadwerkelijk van deze personen afkomstig waren. Het gebeente van de Přemysliden werd op 23 juni 1991 feestelijk naar de Sint-Jakobskerk in Zbraslav overgebracht en daar in de bodem van het presbyterium bijgezet.
Wenceslaus II was de voorlaatste Přemyslidenkoning. Met zijn zoon en opvolger Wenceslaus III, die reeds in 1306 slachtoffer werd van een succesvolle moordaanslag, stierf de dynastie na een meer dan 400-jarige heerschappij over Bohemen in koninklijke lijn uit.

## Huwelijk en nakomelingen
Op 24 januari 1285 huwde hij in Cheb met Judith van Habsburg (1271-1297). Ze kregen volgende kinderen:
- Přemysl Ottokar (1288), leefde enkele maanden
- Wenceslaus III (1289-1306), koning van Bohemen, koning van Polen en koning van Hongarije.
- Agnes (1289-1296), huwde in 1296 met Rupert V van Nassau, zoon van Rooms-Duits koning Adolf van Nassau
- Anna (1290-1313), huwde in 1306 met hertog Hendrik van Karinthië, van 1307 tot 1310 ook koning van Bohemen
- Elisabeth (1292-1330), huwde in 1310 met graaf Jan van Luxemburg, vanaf 1310 ook koning van Bohemen
- Judith (Jutta) (1293-1294)
- Jan (1294-1295)
- Jan (1295-1296)
- Margaretha (1296-1322), huwde in 1308 met hertog Bolesław III van Silezië
- Judith (Jutta) (1297), bij de geboorte overleden

Nadat zijn eerste vrouw in het kraambed was overleden, hertrouwde Wenceslaus II in 1300 met Elisabeth Richezza van Polen (1286-1335), dochter van groothertog en koning Przemysł II van Polen. Ze kregen een dochter:
- Agnes (1305-1337), huwde in 1319 met hertog Hendrik I van Jauer

## Voorouders
| Voorouders van Wenceslaus II van Bohemen | Voorouders van Wenceslaus II van Bohemen                                      | Voorouders van Wenceslaus II van Bohemen                                      | Voorouders van Wenceslaus II van Bohemen                                     | Voorouders van Wenceslaus II van Bohemen                                     |
| ---------------------------------------- | ----------------------------------------------------------------------------- | ----------------------------------------------------------------------------- | ---------------------------------------------------------------------------- | ---------------------------------------------------------------------------- |
| Overgrootouders                          | Ottokar I van Bohemen (1155-1230) ∞ Constance van Hongarije (1180-1240)       | Filips van Zwaben (1177-1208) ∞ Irena Angela (1275-1208)                      | Mikhail Vsevolodovich (1185-1246) ∞ Elena Romanovna of Halych (–)            | Béla IV van Hongarije (1206–1277) ∞ Maria Laskarina (1206-1270)              |
| Grootouders                              | Wenceslaus I van Bohemen (1205-1253) ∞ Cunigonde van Hohenstaufen (1200-1248) | Wenceslaus I van Bohemen (1205-1253) ∞ Cunigonde van Hohenstaufen (1200-1248) | Rostislaw Michailowitsch (1192-1260) ∞ Anna van Hongarije (-1226)            | Rostislaw Michailowitsch (1192-1260) ∞ Anna van Hongarije (-1226)            |
| Ouders                                   | Ottokar II van Bohemen (1232-1278) ∞ 1217 Cunigonde van Slavonië (1245-1285)  | Ottokar II van Bohemen (1232-1278) ∞ 1217 Cunigonde van Slavonië (1245-1285)  | Ottokar II van Bohemen (1232-1278) ∞ 1217 Cunigonde van Slavonië (1245-1285) | Ottokar II van Bohemen (1232-1278) ∞ 1217 Cunigonde van Slavonië (1245-1285) |
| Wenceslaus II van Bohemen (1271-1305)    |                                                                               |                                                                               |                                                                              |                                                                              |

Ook had hij enkele buitenechtelijke kinderen, waaronder bisschop Jan Volek van Olomouc.

## Receptie in de kunst
| Georg Friedrich Händel schreef in 1731 het dramma per musica en pasticcio Venceslao (HWV A4). In de 19e eeuw werden twee portretreeksen van de koningen en hertogen van Polen gemaakt door respectievelijk Aleksander Lesser (1860) en Jan Matejko (1890-1892). De Duitse schrijver Christian Weise schreef een toneelstuk (tragedie-komedie), getiteld Einer Historie oder einer Fabel vom König Wentzel, dat op 30 oktober 1686 voor het eerst werd opgevoerd, waarbij hij teruggreep naar het verhaal dat na de dood van Ottokar Wenceslaus II van aanslagen door zijn moeder en haar geliefde zou zijn gered en naar Zittau zou zijn gevoerd, alwaar de burgerbevolking hem verdedigde. Ook een aantal Tsjechische auteurs gebruikten hem als personage in hun werk, waaronder Ludmila Vankova (Zlá léta, 1978, Dědici zlatého krále, 1979 en Žebrák se stříbrnou holí, 1987), Oldrich Danek (Král bez přilby (Koning zonder helm), 1971) en Jiri Hanibal (Úděl královský, 2007). | - Portret van Wenceslaus II door Aleksander Lesser (1860). - Portret van Wenceslaus II door Jan Matejko (1890-1892). |